# Wynik brutto ze sprzedaży
Wynik brutto ze sprzedaży – różnica między przychodami netto ze sprzedaży towarów, materiałów i produktów, a kosztami sprzedanych towarów, materiałów i produktów. 
Do kosztów sprzedanych produktów zalicza się koszt wytworzenia sprzedanych produktów oraz wartość sprzedanych towarów i materiałów. Wynik brutto na sprzedaży występuje tylko w wariancie kalkulacyjnym rachunku zysków i strat. Wynik ten, jeżeli jest dodatni, nazywany jest zyskiem brutto ze sprzedaży, jeżeli ujemny, stratą brutto na sprzedaży.